# Feeder (zespół muzyczny)
Feeder – brytyjska grupa muzyczna grająca muzykę z gatunku rocka alternatywnego.

## Historia
Grupa powstała pod nazwą „Reel” w 1992 w walijskim mieście Newport z inicjatywy Granta Nicholasa i Jona Lee. Zespół intensywnie zaczął się rozwijać w 1995 roku, kiedy to twórcy formacji przenieśli się do Londynu, gdzie do zespołu wcielili japońskiego basistę – Take'a Hirose'a zmieniając też nazwę zespołu na „Feeder”.
W 1997 zespół wydał swój pierwszy album Polythene, który zajął (w głosowaniu czasopisma Kerrang!) 87. miejsce na liście najlepszych albumów rockowych w Wielkiej Brytanii. Pierwszym singlem z tego albumu był utwór Tangerine. W 1999 roku wydali album Yesterday Went Too Soon. Część albumu została napisana i nagrywana przed US tour w 1998 roku. W głosowaniu pisma Kerrang zajął 73. miejsce w „Top 100” British Rock Albums of All Time”. Album znalazł się na 8. miejscu UK Albums Chart i został dobrze oceniony przez krytyków muzycznych. Pierwszym singlem tego albumu był utwór Day in day out.
W 2001 zespół nagrał w Wielkiej Brytanii swój kolejny album pod tytułem Echo Park, który oferuje zróżnicowaną mieszankę stylów muzycznych. Pierwszy singiel Buck Rogers jest jedną z najpopularniejszych piosenek tego zespołu. Utwór utrzymywał się na 5. miejscu UK Singles Chart. Piosenka Buck Rogers została wykorzystana w filmie Za linią wroga. Album uplasował się na 25. miejscu w „Top 100” British Rock Albums of All Time”. 28 sierpnia 2001 zespół zdobył „Best British Live Act”. Wideo piosenki i sama piosenka Just a day zyskała sukces w brytyjskiej telewizji.
W styczniu 2002 perkusista zespołu Jon Lee popełnił samobójstwo w swoim domu w Miami. W tym czasie Grant Nicholas napisał szereg utworów odnoszących się do ich uczuć i reakcji po śmierci Jona, które stanowiły ich czwarty album Comfort in Sound. Płyta otrzymała wiele dobrych opinii, a rok później pomogła im wygrać „Best British Band” podczas Kerrang! Awards. Album był na 32. miejscu w głosowaniu czasopisma Kerrang! „Top 100 British Rock Albums of All Time”.
W 2005 nagrali album Pushing the Senses, który był postrzegany przez Granta bardziej jako rozszerzenie Comfort in Sound, gdyż koncentrował się na tych samych tematach i stylach muzycznych. Utrzymywał się na drugim miejscu z liczbą 42.951 sprzedanych sztuk w pierwszym tygodniu. Pushing the Senses otrzymał mieszane recenzje od krytyków muzycznych. Pierwszym singlem był utwór Tumble and Fall i podobnie jak drugi singiel Feeling a Moment okazał się hitem. Pushing the Senses osiągnął jedenaste miejsce w European Top. Pod koniec 2005, Feeder wrócił do studia ze Stephenem Streetem który pracował jako producent zespołu, aby nagrać trzy nowe utwory do zbliżającego się albumu The Singles. Choć album nie był tak dobrze przyjęty w kontynentalnej części Europy jak Pushing the Senses, stał się przełomem w Europen Top 100 Albums. Płyta była postrzegana jako duży sukces komercyjny zespołu. W 2008 roku zespół wydał album pod tytułem Silent Cry, który otrzymał mieszane opinie krytyków. Komercyjnie album również słabo się sprzedawał. Jednak w warunkach szczytowego momentu sprzedaży album miał 8. miejsce na liście UK Albums Chart. W drugim tygodniu album spadł na 30 później na 60. miejsce, a następnie opuścił Top 75. Album ten stał się najgorzej sprzedającym się albumem w historii zespołu. Pierwszym singlem z tego albumu był utwór We Are the People.
W 2009 zespół opuścił perkusista Mark Richardson, a jego miejsce zajął Karl Brazil. Zespół zapowiedział swój siódmy studyjny album, jednak przed jego wydaniem rozpoczął swój drugi projekt muzyczny pod nazwą Renegades.

## Dyskografia

### Albumy
- Polythene (1997)
- Yesterday Went Too Soon (1999)
- Echo Park (2001)
- Comfort in Sound (2002)
- Pushing the Senses (2005)
- Silent Cry (2008)
- Renegades (2010)
- Generation Freakshow (2012)
- All Bright Electric (2016)
- Tallulah (2019)